# Campeonato Carioca de Futebol (divisões inferiores)
Divisões paralelas do Campeonato Carioca de Futebol são os campeonatos de futebol existentes aos clubes do Rio de Janeiro que se encontram nos quadros abaixo do torneio estadual principal (Primeira Divisão). Normalmente as equipes campeãs de uma divisão são promovidas no ano seguinte para a divisão imediatamente superior.
Apesar de ser mais usual a utilização dos termos Primeira Divisão, Segunda Divisão e Terceira Divisão, não raro houve certames com apenas duas divisões ou utilizando nomenclaturas diferentes para cada uma delas. Entre 1994 e 2000 chegou a haver até uma espécie de Quarta Divisão que, contudo, foi nomeada Segunda ou Terceira, dependendo da quantidade de divisões intermediárias entre esta e a primeira.
A relação abaixo acompanha as mudanças de nomenclatura, sempre com o nome do clube campeão daquele ano em cada.

## Lista de Campeões
|      | Segundo Nível                                                     | Terceiro Nível                          | Quarto Nível      | Quinto Nível |
| Ano  | Segunda Divisão                                                   | Terceira Divisão                        |                   |              |
| ---- | ----------------------------------------------------------------- | --------------------------------------- | ----------------- | ------------ |
| 1906 | Riachuelo                                                         |                                         |                   |              |
| 1910 | Paysandu                                                          |                                         |                   |              |
| 1911 | Bangu                                                             |                                         |                   |              |
| 1912 | Guanabara (Rio de Janeiro)                                        |                                         |                   |              |
| 1913 | Carioca                                                           |                                         |                   |              |
| 1914 | Bangu                                                             | Vila Isabel                             |                   |              |
| 1915 | Andarahy                                                          | Palmeiras                               |                   |              |
| 1916 | Carioca                                                           | Icarahy                                 |                   |              |
| 1917 | Cattete                                                           | Americano (Rio de Janeiro)              |                   |              |
| 1918 | Americano (Rio de Janeiro)                                        | Esperança                               |                   |              |
| 1919 | Palmeiras                                                         | Hellênico                               |                   |              |
| 1920 | Carioca                                                           | Metropolitano                           |                   |              |
| 1921 | Bonsucesso Vila Isabel (LMDT)                                     |                                         |                   |              |
| 1922 | River Vasco da Gama (LMDT)                                        |                                         |                   |              |
| 1923 | Hellênico                                                         |                                         |                   |              |
| 1925 | Andarahy                                                          |                                         |                   |              |
| 1926 | Bonsucesso                                                        |                                         |                   |              |
| 1927 | Bonsucesso                                                        |                                         |                   |              |
| 1928 | Bonsucesso                                                        |                                         |                   |              |
| 1929 | Carioca                                                           |                                         |                   |              |
| 1930 | Carioca                                                           |                                         |                   |              |
| 1931 | Olaria                                                            |                                         |                   |              |
| 1932 | Engenho de Dentro                                                 |                                         |                   |              |
| 1933 | São Cristóvão (LCF) Anchieta (AMEA)                               |                                         |                   |              |
| 1934 | Brasil Suburbano (AMEA) Modesto (LCF)                             |                                         |                   |              |
| 1935 | Engenho de Dentro (LCF)                                           |                                         |                   |              |
| 1936 | Benfica (FMD) Carbonífera (LCF)                                   |                                         |                   |              |
| 1965 | São Cristóvão                                                     |                                         |                   |              |
| 1978 | Friburgo                                                          |                                         |                   |              |
| 1979 | Friburgo                                                          |                                         |                   |              |
| 1980 | Olaria (capital) Costeira (interior)                              |                                         |                   |              |
| Ano  | Segunda Divisão                                                   | Terceira Divisão                        |                   |              |
| 1981 | Bonsucesso                                                        | Mesquita                                |                   |              |
| 1982 | Goytacaz                                                          | Siderantim                              |                   |              |
| 1983 | Olaria                                                            | Nacional                                |                   |              |
| 1984 | Bonsucesso                                                        | Rio Branco                              |                   |              |
| 1985 | Campo Grande                                                      | Porto Alegre (Atual Itaperuna)          |                   |              |
| 1986 | AA Cabofriense                                                    | Tomazinho                               |                   |              |
| 1987 | Volta Redonda                                                     | Paduano                                 |                   |              |
| 1988 | Nova Cidade                                                       | União Nacional e América-TR             |                   |              |
| 1989 | América de Três Rios                                              | Rio das Ostras                          |                   |              |
| 1990 | Volta Redonda                                                     | Ceres                                   |                   |              |
| Ano  | Grupo B da Primeira Divisão                                       | Segunda Divisão                         | Terceira Divisão  |              |
| 1991 | São Cristóvão (Primeiro Turno) Volta Redonda (Segundo Turno)      | Saquarema                               | Barreira          |              |
| 1992 | Goytacaz (Primeiro Turno) Entrerriense (Segundo Turno)            | Serrano                                 | Anchieta          |              |
| 1993 | Itaperuna (1º Turno) Campo Grande (2º Turno) Madureira (2º Turno) | Bayer                                   | Apollo            |              |
| Ano  | Módulo Intermediário                                              | Segunda Divisão                         | Terceira Divisão  |              |
| 1994 | Friburguense                                                      | Nova Iguaçu                             | Cardoso Moreira   |              |
| 1995 | Barra Mansa                                                       | Lucas                                   | Tio Sam           |              |
| Ano  | Módulo Especial                                                   | Módulo Intermediário                    | Segunda Divisão   |              |
| 1996 | Portuguesa                                                        | Tio Sam                                 | Vera Cruz         |              |
| 1997 | Friburguense                                                      | Rio de Janeiro (atual CFZ)              | Cosmos            |              |
| 1998 | Cabofriense                                                       | Botafogo de Macaé (atual Macaé Esporte) | Anchieta          |              |
| Ano  | Módulo Extra                                                      | Módulo Especial                         | Série A3          |              |
| 1999 | Serrano                                                           | Angra dos Reis                          | Não Disputado     |              |
| 2000 | Portuguesa                                                        | Independente                            | Casimiro de Abreu |              |
| 2001 | Entrerriense                                                      | Rio Branco                              |                   |              |
| Ano  | Segunda Divisão                                                   | Terceira Divisão                        |                   |              |
| 2002 | Cabofriense                                                       | Casimiro de Abreu                       |                   |              |
| 2003 | Portuguesa                                                        | Bonsucesso                              |                   |              |
| 2004 | Volta Redonda                                                     | CFZ do Rio                              |                   |              |
| 2005 | Nova Iguaçu                                                       | Estácio de Sá                           |                   |              |
| 2006 | Boavista                                                          | Cardoso Moreira                         |                   |              |
| 2007 | Resende                                                           | Sendas Pão de Açúcar                    |                   |              |
| 2008 | Bangu                                                             | Quissamã                                |                   |              |
| Ano  | Série B                                                           | Série C                                 |                   |              |
| 2009 | America                                                           | Sampaio Corrêa                          |                   |              |
| 2010 | Cabofriense                                                       | São João da Barra                       |                   |              |
| 2011 | Bonsucesso                                                        | Goytacaz                                |                   |              |
| 2012 | Quissamã                                                          | Paduano                                 |                   |              |
| 2013 | Cabofriense                                                       | São Gonçalo EC                          |                   |              |
| 2014 | Barra Mansa                                                       | Gonçalense                              |                   |              |
| 2015 | America                                                           | Itaboraí                                |                   |              |
| 2016 | Nova Iguaçu                                                       | São Gonçalo EC                          |                   |              |
| Ano  | Série B1                                                          | Série B2                                | Série C           |              |
| 2017 | Goytacaz                                                          | Angra dos Reis                          | Pérolas Negras    |              |
| 2018 | America                                                           | Nova Cidade                             | Mageense          |              |
| 2019 | Friburguense                                                      | Rio São Paulo                           | Ceres             |              |
| 2020 | Nova Iguaçu                                                       | Pérolas Negras                          | Não Disputado     |              |
| Ano  | Série A2                                                          | Série B1                                | Série B2          | Série C      |
| 2021 | Audax Rio                                                         | Olaria                                  | Paduano           | Paduano      |
| 2022 | Volta Redonda                                                     | Arraial do Cabo/Araruama                | Barra da Tijuca   | Belford Roxo |
| 2023 | Sampaio Corrêa                                                    | Duque de Caxias                         | São Cristóvão     | Zinzane      |
| 2024 | Maricá                                                            | São Gonçalo EC                          | Campo Grande      | Niteroiense  |

### Total de títulos em torneios de segundo nível por clube
| Clube                          | Títulos | Anos Campeão                              |
| ------------------------------ | ------- | ----------------------------------------- |
| Bonsucesso                     | 7       | 1921, 1926, 1927, 1928, 1981, 1984 e 2011 |
| Carioca                        | 5       | 1913, 1916, 1920, 1929 e 1930             |
| Volta Redonda                  | 5       | 1987, 1990, 1991, 2004 e 2022             |
| AD Cabofriense                 | 4       | 1998, 2002, 2010 e 2013                   |
| Friburguense                   | 3       | 1994, 1997 e 2019                         |
| Portuguesa                     | 3       | 1996, 2000 e 2003                         |
| Olaria                         | 3       | 1931, 1980 e 1983                         |
| Bangu                          | 3       | 1911, 1914 e 2008                         |
| Goytacaz                       | 3       | 1982 , 1992 e 2017                        |
| America                        | 3       | 2009, 2015 e 2018                         |
| Nova Iguaçu                    | 3       | 2005, 2016 e 2020                         |
| Campo Grande                   | 2       | 1985 e 1993                               |
| Entrerriense                   | 2       | 1992 e 2001                               |
| Friburgo (atual Nova Friburgo) | 2       | 1978 e 1979                               |
| São Cristóvão                  | 2       | 1965 e 1991                               |
| Engenho de Dentro              | 2       | 1932 e 1935                               |
| Andarahy                       | 2       | 1915 e 1925                               |
| Barra Mansa                    | 2       | 1995 e 2014                               |
| Riachuelo                      | 1       | 1906                                      |
| Paysandu                       | 1       | 1910                                      |
| Guanabara (Rio de Janeiro)     | 1       | 1912                                      |
| Cattete                        | 1       | 1917                                      |
| Americano (Rio de Janeiro)     | 1       | 1918                                      |
| Palmeiras                      | 1       | 1919                                      |
| River                          | 1       | 1922                                      |
| Hellênico                      | 1       | 1923                                      |
| Anchieta                       | 1       | 1933                                      |
| Brasil Suburbano               | 1       | 1934                                      |
| Modesto                        | 1       | 1934                                      |
| Benfica                        | 1       | 1936                                      |
| Carbonífera                    | 1       | 1936                                      |
| Costeira                       | 1       | 1980                                      |
| AA Cabofriense                 | 1       | 1986                                      |
| Nova Cidade                    | 1       | 1988                                      |
| América de Três Rios           | 1       | 1989                                      |
| Itaperuna                      | 1       | 1993                                      |
| Madureira                      | 1       | 1993                                      |
| Serrano                        | 1       | 1999                                      |
| Boavista                       | 1       | 2006                                      |
| Resende                        | 1       | 2007                                      |
| Quissamã                       | 1       | 2012                                      |
| Audax Rio                      | 1       | 2021                                      |
| Sampaio Corrêa                 | 1       | 2023                                      |
| Maricá                         | 1       | 2024                                      |

### Total de títulos em torneios de terceiro nível por clube
| Clube                                   | Títulos | Anos Campeão      |
| --------------------------------------- | ------- | ----------------- |
| São Gonçalo EC                          | 3       | 2013, 2016 e 2024 |
| Paduano                                 | 2       | 1987 e 2012       |
| Rio Branco                              | 2       | 1984 e 2001       |
| Rio de Janeiro (atual CFZ)              | 2       | 1997 e 2004       |
| Angra dos Reis                          | 2       | 1999 e 2017       |
| Vila Isabel                             | 1       | 1914              |
| Palmeiras                               | 1       | 1915              |
| Icarahy                                 | 1       | 1916              |
| Americano (Rio de Janeiro)              | 1       | 1917              |
| Esperança                               | 1       | 1918              |
| Hellênico                               | 1       | 1919              |
| Metropolitano                           | 1       | 1920              |
| Mesquita                                | 1       | 1981              |
| Siderantim                              | 1       | 1982              |
| Nacional                                | 1       | 1983              |
| Porto Alegre (atual Itaperuna)          | 1       | 1985              |
| Tomazinho                               | 1       | 1986              |
| União Nacional                          | 1       | 1988              |
| Rio das Ostras                          | 1       | 1989              |
| Ceres                                   | 1       | 1990              |
| Saquarema                               | 1       | 1991              |
| Serrano                                 | 1       | 1992              |
| Bayer                                   | 1       | 1993              |
| Nova Iguaçu                             | 1       | 1994              |
| Lucas                                   | 1       | 1995              |
| Tio Sam                                 | 1       | 1996              |
| Botafogo de Macaé (atual Macaé Esporte) | 1       | 1998              |
| Independente (atual Serra Macaense)     | 1       | 2000              |
| Casimiro de Abreu                       | 1       | 2002              |
| Bonsucesso                              | 1       | 2003              |
| Estácio de Sá                           | 1       | 2005              |
| Cardoso Moreira                         | 1       | 2006              |
| Sendas Pão de Açúcar (atual Audax Rio)  | 1       | 2007              |
| Quissamã                                | 1       | 2008              |
| Sampaio Corrêa                          | 1       | 2009              |
| São João da Barra                       | 1       | 2010              |
| Goytacaz                                | 1       | 2011              |
| Gonçalense                              | 1       | 2014              |
| Itaboraí                                | 1       | 2015              |
| Nova Cidade                             | 1       | 2018              |
| Rio São Paulo                           | 1       | 2019              |
| Pérolas Negras                          | 1       | 2020              |
| Olaria                                  | 1       | 2021              |
| Arraial do Cabo/Araruama                | 1       | 2022              |
| Duque de Caxias                         | 1       | 2023              |

### Total de títulos em torneios de quarto nível por clube
| Clube                     | Títulos | Anos Campeão |
| ------------------------- | ------- | ------------ |
| Anchieta                  | 2       | 1992 e 1998  |
| Barreira (atual Boavista) | 1       | 1991         |
| Apollo                    | 1       | 1993         |
| Cardoso Moreira           | 1       | 1994         |
| Tio Sam                   | 1       | 1995         |
| Vera Cruz                 | 1       | 1996         |
| Cosmos                    | 1       | 1997         |
| Casimiro de Abreu         | 1       | 2000         |
| Pérolas Negras            | 1       | 2017         |
| Mageense                  | 1       | 2018         |
| Ceres                     | 1       | 2019         |
| Paduano                   | 1       | 2021         |
| Barra da Tijuca           | 1       | 2022         |
| São Cristóvão             | 1       | 2023         |
| Campo Grande              | 1       | 2024         |

### Total de títulos em torneios de quinto nível por clube
| Clube        | Títulos | Anos Campeão |
| ------------ | ------- | ------------ |
| Paduano      | 1       | 2021         |
| Belford Roxo | 1       | 2022         |
| Zinzane      | 1       | 2023         |
| Niteroiense  | 1       | 2024         |

## Observações
- Em 1978 e 1979 não houve acesso à Primeira Divisão. O campeonato foi disputado em caráter experimental apenas por equipes do interior e se chamava Divisão de Acesso.
- Em 1980, o acesso só foi válido para os times da zona da capital, que disputaram um campeonato independente daquele dos clubes do interior.
- A partir de 1981, a nomenclatura das divisões ficou mais usual. Primeira, Segunda e Terceira Divisão. Iria durar até 1993 e retornar em 2005.
- Entre 1991 e 1992, a Segunda Divisão tornou-se Módulo "B" da Primeira com o acesso de 2 equipes para o "A", composto pela elite, nos dois turnos. A antiga Terceira Divisão tornou-se Segunda Divisão e seria criada uma nova Terceira Divisão.
- Em 1994 e 1995, houve mudanças na nomenclatura das divisões. A Segunda Divisão passou a se chamar Módulo Intermediário. E a Terceira Divisão passou a se chamar Segunda Divisão.
- Em 1996, 1997 e 1998, a tradicional Segunda Divisão passou a se chamar Módulo Especial. A Terceira Divisão ficou com o nome de Módulo Intermediário.
- De 1999 a 2001, a Segunda Divisão passou a se chamar Módulo Extra e a Terceira Divisão, Módulo Especial. Foi abolida daí por diante a Quarta Divisão, exceto em 2000.
- De 2002 em diante, a nomenclatura voltou para a tradicional. Primeira, Segunda e Terceira Divisão.
- A partir de 2009 os nomes foram atualizados para Séries A, B e C, correspondendo respectivamente à Primeira, Segunda e Terceira Divisão.
- A partir de 2017 os torneios de segundo e terceiro nível passaram a ser chamados respectivamente de Série B1 e Série B2, enquanto foi recriado um torneio de quarto nível com o nome Série C.[1]
- A partir de 2021, foi criada uma nova divisão entre a Séries A e B1, denominada de Série A2. Esta, por sua vez, passa a ser a nova competição de segundo nível. Sendo assim, as Séries B1, B2 e C perderam um nível cada, passando a equivaler às divisões de terceiro, quarto e quinto nível, respectivamente.[2][3]